# Dhule (Distrikt)
Der Distrikt Dhule (Marathi: धुळे जिल्हा) ist einer von 35 Distrikten des Staates Maharashtra in Indien.
Die Stadt Dhule ist Verwaltungssitz des Distrikts. Die letzte Volkszählung im Jahr 2011 ergab eine Gesamtbevölkerungszahl von 2.050.862 Menschen.

## Geschichte
Von vorchristlicher Zeit bis ins Jahr 1345 wurde das Gebiet – wie die ganze Region – von diversen buddhistischen und hinduistischen Herrschern regiert. Der erste namentlich bekannte Staat war das Maurya-Reich, die letzte nichtmuslimische Dynastie waren die Yadava.
Nach einem Feldzug der Truppen des Sultanats Delhi unter dem Kommando von Ala-ud-din wurde die Region muslimischen Regenten tributpflichtig. 1318 verwüsteten muslimische Heere nach Einstellung der Tributzahlungen die Gegend. Von 1345 bis ins Jahr 1760 herrschten verschiedene muslimische Dynastien (Tuglukh, Bahmani – effektiv ihre Statthalter, die Farukis – Dekkan-Sultanate, die Grossmoguln und der Nizam von Hyderabad). Durch den Sieg der Marathen in der Schlacht von Bhalki geriet das Gebiet 1760 unter die Herrschaft der Marathen.
Nach der Niederlage der Marathen begann am 3. Juni 1818 die Kolonialzeit für die Gegend mit der Übergabe an die Britische Ostindien-Kompanie. Der Distrikt gehörte zur Region Khandesh, 1906 durch Teilung des Gebiets zu West-Khandesh, innerhalb der Präsidentschaft Bombay. Die Stadt Dhule (damals Dhulia Town) wurde Hauptort. Mit der Unabhängigkeit Indiens 1947 und der Neuordnung des Landes wurde es 1950 Teil des neuen Bundesstaats Bombay State. Im Jahre 1960 wurde Bombay State geteilt und das Gebiet kam zum neu geschaffenen Bundesstaat Maharashtra. Am 1. Juli 1998 spaltete sich der nördliche Teil des Distrikts ab und bildete den neuen Distrikt Nandurbar.

## Bevölkerung

### Bevölkerungsentwicklung
Wie überall in Indien wächst die Einwohnerzahl im Distrikt Dhule seit Jahrzehnten stark an. Doch verlangsamte sich das Wachstum in den Jahren 2001–2011 leicht auf rund 20 Prozent (20,08 %). In diesen zehn Jahren nahm die Bevölkerung dennoch um mehr als 340.000 Menschen zu. Die genauen Zahlen verdeutlicht folgende Tabelle:

### Bedeutende Orte
Einwohnerstärkste Ortschaft des Distrikts ist der Hauptort Dhule. Weitere bedeutende Städte mit einer Einwohnerschaft von mehr als 10.000 Menschen sind Shirpur-Warwade, Dondaicha-Warwade, Walwadi und Sakri. Die städtische Bevölkerung macht nur 27,84 Prozent der gesamten Bevölkerung aus.

### Bevölkerung des Distrikts nach Bekenntnissen
Eine klar überwiegende Mehrheit von fast 90 Prozent der Bevölkerung sind Hindus. Einzige zahlenmäßig bedeutende Minderheit sind die Muslime. Die genaue religiöse Zusammensetzung der Bevölkerung zeigt folgende Tabelle:
| Jahr                                | Buddhisten | Buddhisten | Christen | Christen | Hindus    | Hindus  | Jainas | Jainas | Muslime | Muslime | Sikhs | Sikhs  | Andere | Andere | keine Angaben | keine Angaben | Total     | Total    |
| Jahr                                | Zahl       | %          | Zahl     | %        | Zahl      | %       | Zahl   | %      | Zahl    | %       | Zahl  | %      | Zahl   | %      | Zahl          | %             | Einwohner | %        |
| ----------------------------------- | ---------- | ---------- | -------- | -------- | --------- | ------- | ------ | ------ | ------- | ------- | ----- | ------ | ------ | ------ | ------------- | ------------- | --------- | -------- |
| 2001                                | 14.613     | 0,86 %     | 4.902    | 0,29 %   | 1.522.895 | 89,17 % | 13.099 | 0,77 % | 149.466 | 8,75 %  | 1.439 | 0,08 % | 619    | 0,04 % | 914           | 0,05 %        | 1.707.947 | 100,00 % |
| Quelle: Volkszählung in Indien 2001 |            |            |          |          |           |         |        |        |         |         |       |        |        |        |               |               |           |          |

### Bevölkerung des Distrikts nach Sprachen
Eine relative Mehrheit von beinahe 41 Prozent der Bevölkerung spricht Ahirani (eine Khandeshi-Sprache). Es gibt einige größere Minderheiten. Bedeutende sprachliche Minderheiten mit mehr als 100.000 Muttersprachlern sind Marathi, Bhili/Bhilodi und Urdu. Konkani, Hindi (mit Hindi-Dialekten 128.000 Personen), Pawri (eine Bhili-Sprache), Pawari/Powari (ein Hindi-Dialekt;29.326), Mawchi (eine Bhili-Sprache;20.527) Marwari (Hindi-Dialekt mit Marathi-Einflüssen;20.334) und Telugu (17.280) werden von jeweils über 10.000 Menschen als Muttersprache gesprochen. Die genaue sprachliche Zusammensetzung der Bevölkerung zeigt folgende Tabelle:
| Jahr                                | Ahirani | Ahirani | Marathi | Marathi | Bhili/Bhilodi | Bhili/Bhilodi | Urdu    | Urdu   | Konkani | Konkani | Hindi  | Hindi  | Pawri  | Pawri  | Andere  | Andere | Total     | Total    |
| Jahr                                | Zahl    | %       | Zahl    | %       | Zahl          | %             | Zahl    | %      | Zahl    | %       | Zahl   | %      | Zahl   | %      | Zahl    | %      | Einwohner | %        |
| ----------------------------------- | ------- | ------- | ------- | ------- | ------------- | ------------- | ------- | ------ | ------- | ------- | ------ | ------ | ------ | ------ | ------- | ------ | --------- | -------- |
| 2001                                | 695.826 | 40,74 % | 408.688 | 23,93 % | 155.054       | 9,08 %        | 109.098 | 6,39 % | 86.898  | 5,09 %  | 57.698 | 3,38 % | 50.567 | 2,96 % | 144.118 | 8,44 % | 1.707.947 | 100,00 % |
| Quelle: Volkszählung in Indien 2001 |         |         |         |         |               |               |         |        |         |         |        |        |        |        |         |        |           |          |